# Manang (Tailândia)
Manang (em tailandês: อำเภอมะนัง) é um distrito da província de Satun, no sul da Tailândia. É um dos 7 distritos que compõem a província. Sua população, de acordo com dados de 2012, era de 15 979 habitantes, e sua área territorial é de 207,8 km².
O distrito foi criado em 15 de julho de 1996, através da divisão do distrito de Khuan Kalong.